# 30 St Mary Axe
Il 30 St Mary Axe è un edificio di Londra, situato nella City. Informalmente è conosciuto come «The Gherkin» (il cetriolino) oppure, facendo riferimento al proprietario (il gruppo assicurativo Swiss Re) come Swiss Re Building. Alto 180 m, è famoso per la sua audace architettura, opera di Norman Foster e del suo ex socio, Ken Shuttleworth.

## Storia

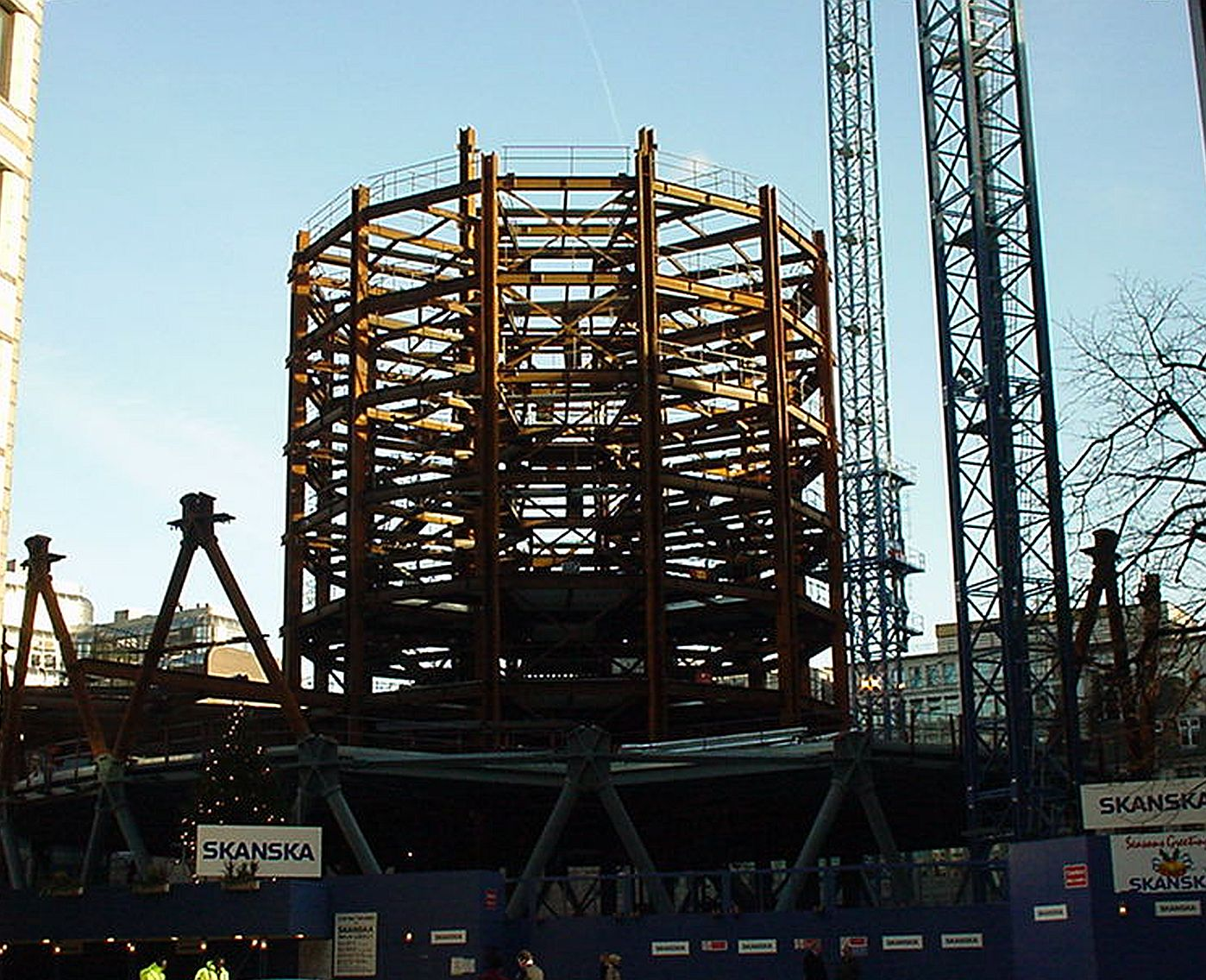
La costruzione dell'edificio inizia nel 2001, quando avviene la posa delle impalcature d'acciaio

La costruzione sorge sul luogo dove si trovava l'edificio del Baltic Exchange, una società che gestisce il maggiore mercato mondiale di moli marittimi e vendite di navi. Il 10 aprile 1992 l'IRA fece esplodere una bomba vicino allo storico edificio dell'Exchange, che fu gravemente danneggiato, assieme alle costruzioni vicine.
L'English Heritage (l'ente governativo che si occupa di preservare il patrimonio storico dell'Inghilterra) e la Corporation of London (la municipalità della City) premevano affinché ogni progetto di riedificazione contemplasse il restauro della vecchia facciata su St Mary Axe.
La Baltic Exchange, che non era in grado di affrontare gli esborsi necessari vendette nel 1995 l'area alla Trafalgar House. Gran parte delle strutture rimaste furono abbattute, mentre l'Exchange Hall e la facciata furono conservate e messe al riparo dagli elementi atmosferici.
L'English Heritage più tardi scoprì che i danni erano più gravi di quanto si era inizialmente stimato e smise di insistere per un restauro integrale.

## Origine del nomignolo «Gherkin»

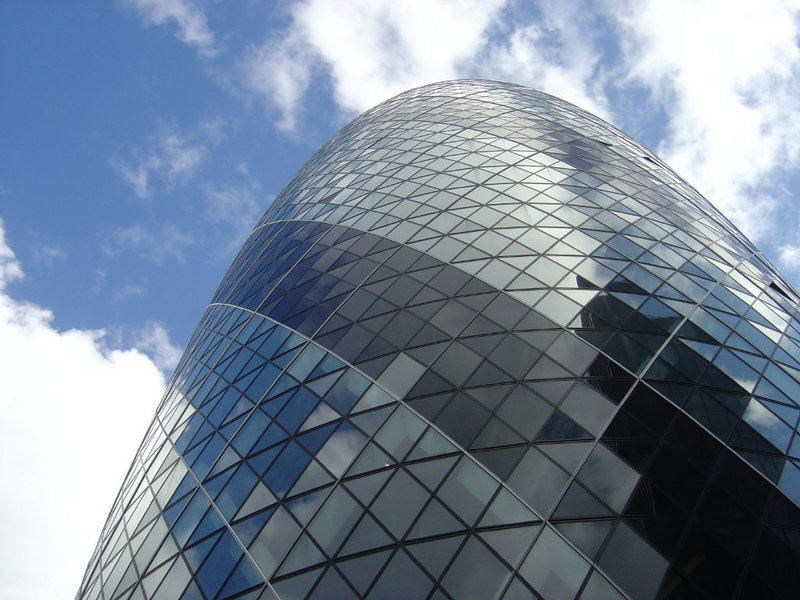
La sommità del 30 St Mary Axe vista dal basso

Nel 1996 la Trafalgar House rese pubblico il progetto per un edificio alto 1200 piedi (370 metri) con oltre 90 000 m2 di spazio per uffici e una piattaforma panoramica all'altezza di 1000 piedi (305 metri). Il progetto risaltava per la sua forma inusuale, che per qualcuno faceva assomigliare la costruzione ad un cetriolino. Il quotidiano The Guardian ribattezzò l'edificio "erotic gherkin" (cioè "cetriolino erotico").

## La progettazione

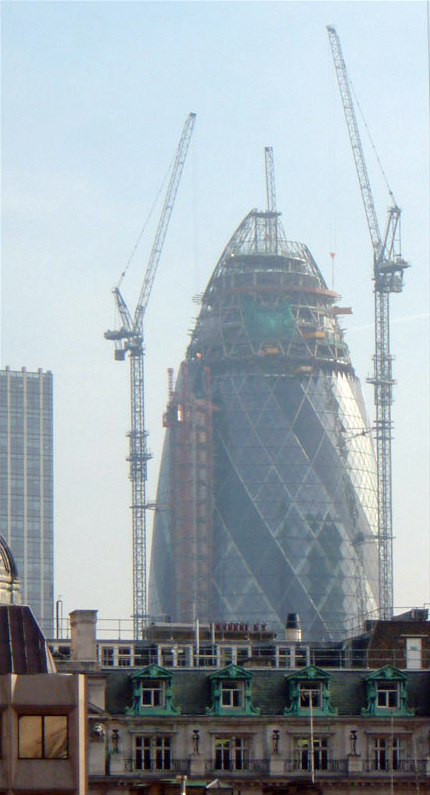
Lavori in corso sul Gherkin

Il 23 agosto 2000, John Prescott, vice primo ministro del Regno Unito concesse il permesso di costruire un edificio molto più grande del vecchio Exchange.
Il percorso di pianificazione fu assolutamente cruciale per come l'edificio fu completato nella parte alta.
Il sito per la nuova costruzione presentava una serie di caratteristiche particolari; necessitava di essere ricostruito, non era sulle "linee visuali" (le linee guida richiedono che i nuovi edifici non ostruiscano o sottraggano la vista della Cattedrale di St Paul da un certo numero di luoghi di Londra), e aveva ospitato il Baltic exchange. L'interno era straordinariamente bello, dando ai progettisti ulteriori motivazioni.
Il piano originale per il sito era quello di ricostruire il Baltic Exchange. GMW Architects proponendo di realizzare un nuovo edificio rettangolare che circondava il nucleo restaurato dell'Exchange; la forma squadrata avrebbe avuto gli ampi piani che servivano alle banche, ma questa proposta non trovò favore.
Alla fine i progettisti capirono che l'Exchange non era recuperabile, per cui furono costretti a rendere meno vincolanti le loro richieste: inoltre pensarono che un edificio "architettonicamente significante" sarebbe stato meglio accetto alle autorità cittadine. Questa mossa permise agli architetti di progettare liberamente, eliminando la richiesta eccessiva di un grande, efficiente edificio d'affari che si adattasse alle richieste del cliente.
Un altro importante fattore fu il successo dell'area di sviluppo chiamata Canary Wharf. All'epoca, le banche e le istituzioni commerciali si stavano spostando in massa verso Canary Wharf, perché l'area consentiva di costruire edifici con spazi ampi e moderni. Gli spazi della City di Londra non potevano competere, obbligando le compagnie a disperdere il loro staff in molti posti. Quando le autorità cittadine capirono che le loro regole pressanti stavano causando una defezione di massa, ridussero i vincoli alla costruzione di grattacieli.
Il piano inferiore del Swiss Re si adatta al desiderio delle autorità di Londra di mantenere lo "stile" cittadino, con strade piuttosto strette. La massa dell'edificio non era troppo imponente. Come per molti edifici della zona, è molto difficile accorgersi dell'esistenza della torre se ci si trova nei paraggi ma non direttamente sotto di essa. Questa pianificazione di regole e obiettivi serve a creare un'identità visuale comune per la città: ad esempio, le regole edilizie di New York hanno avuto un notevole impatto sull'aspetto della città rispetto ad altre con regole più conservative come Londra e Parigi.

## L'edificio

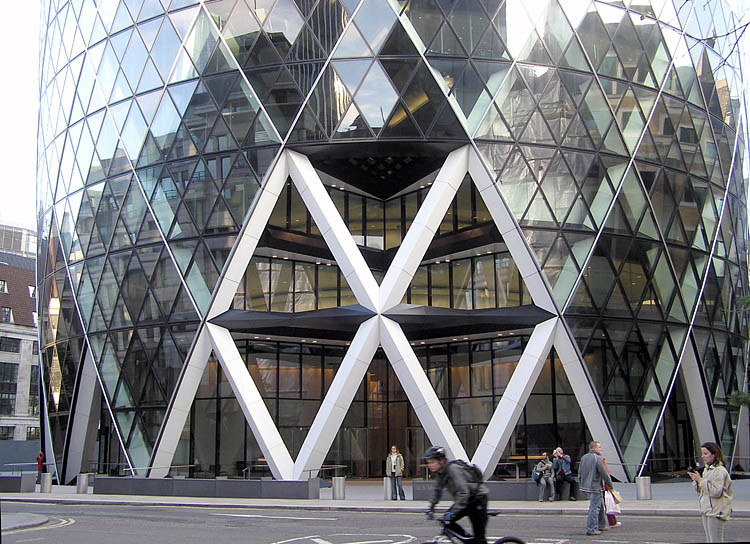
La base della torre

Gli architetti, dello studio Foster and Partners, crearono una caratteristica forma a cono per ridurre le turbolenze intorno al Gherkin. Il grattacielo fu completato nel 2004 e aperto il 28 aprile dello stesso anno. Il suo design vinse il prestigioso RIBA Stirling Prize come miglior nuovo edificio di un architetto della RIBA nel 2004. Per la prima volta la giuria votò all'unanimità nella sua decisione.
L'edificio usa metodi di risparmio energetico che gli consentono di usare la metà dell'energia normalmente necessaria per un edificio simile.
Intercapedini in ogni piano con sei condotte servono come sistema di ventilazione naturale per l'intero edificio (anche se sono richiesti dei tagliafuoco ogni sei piani che interrompono i "camini"). I condotti creano un gigantesco effetto di doppio vetro: l'aria è incanalata attraverso due strati di cristalli e isolano lo spazio degli uffici all'interno.
Le condotte estraggono l'aria calda dall'edificio durante l'estate raffreddandolo, e riscaldano l'edificio d'inverno usando un sistema di riscaldamento solare passivo. Inoltre, permettono alla luce solare di passare attraverso l'edificio, rendendo l'ambiente di lavoro più piacevole, e mantenendo bassi i costi dell'illuminazione.

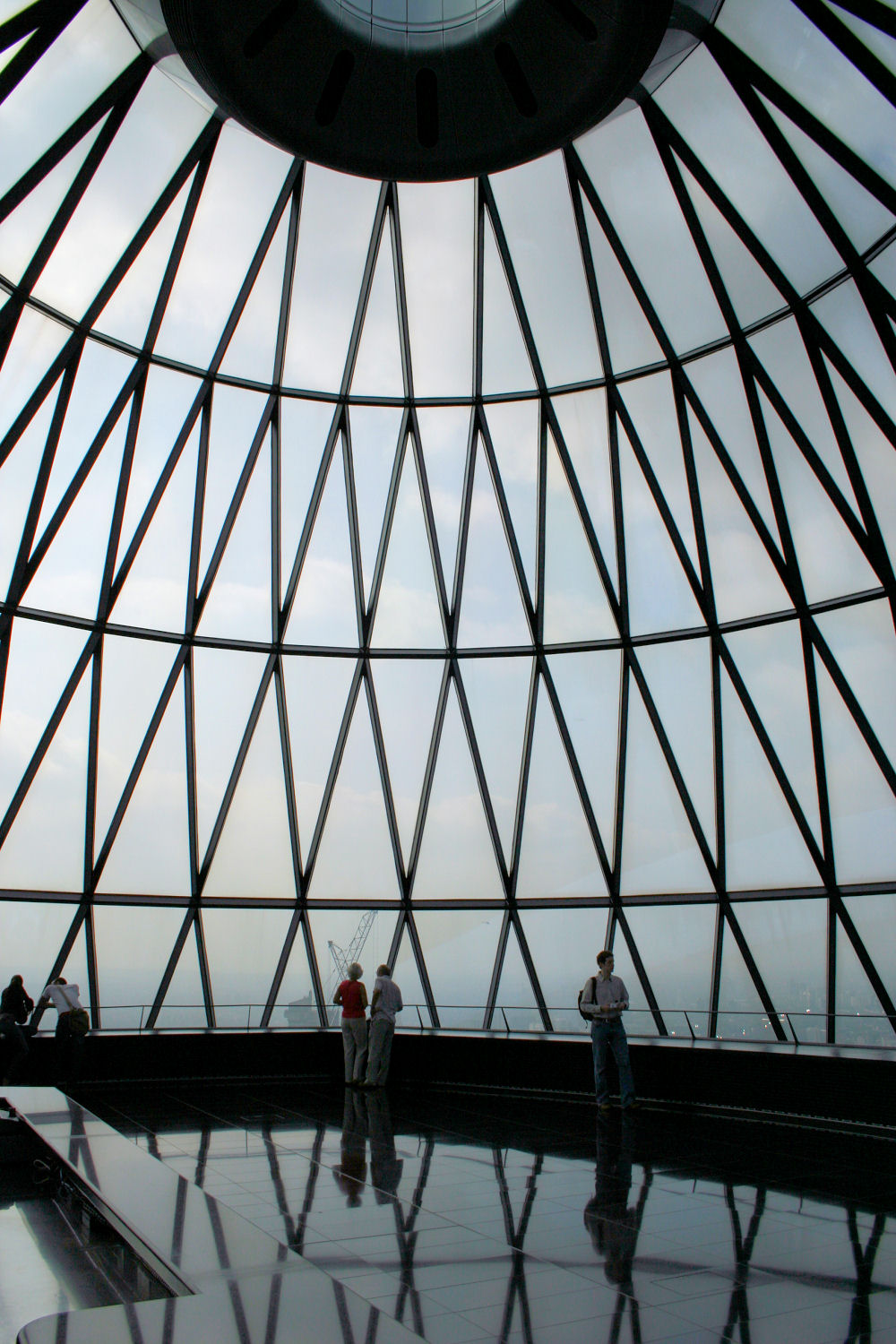
L'ultimo piano

Nella maggior parte degli edifici alti la stabilità laterale è assicurata da un pilone centrale o da una struttura perimetrale, o da una combinazione delle due. Normalmente ciò significa che sono progettati per resistere ai venti forti, ma sono troppo flessibili per garantire il comfort degli occupanti. Il metodo principale per controllare le deviazioni del vento e per rendere la struttura più stabile è aumentarne il peso con delle zavorre attive. Con l'aiuto degli ingegneri strutturali della Arup, per lo Swiss Re è stato sviluppato un perimetro di strutture triangolari che rendono l'edificio sufficientemente solido anche senza rinforzi extra e contrappesi.
Nonostante la forma curvilinea, c'è solo un pezzo di vetro curvato sull'edificio: una copertura a lente sulla sommità.
Il principale occupante dell'edificio è la società di assicuratori Swiss Re, che ha commissionato l'edificio come quartier generale per la filiale londinese. Come proprietari, hanno imposto il nome della compagnia all'edificio che viene chiamato «Swiss Re Building», sebbene questo non sia il nome ufficiale.
Sulla cima dell'edificio, al 40º piano, c'è un bar per gli affittuari e per i loro ospiti, dove si può avere una vista a 360° di Londra. Un ristorante esclusivo è aperto al 39º piano, e vi sono delle sale da pranzo private al 38°.
Anche se la maggior parte degli edifici ha alla sommità le ingombranti attrezzature degli ascensori, non era possibile usare questa soluzione per il Gherkin poiché al 40º piano doveva trovarsi il bar. Gli architetti risolsero il problema facendo raggiungere dall'ascensore principale solo il 34º piano, e poi inserendo un elevatore a sollevamento dal basso verso il 39º piano. Una scalinata in marmo e un ascensore per disabili permette l'accesso al bar della cupola.

## Eventi recenti
Nel settembre 2004, durante l'Open House Day di Londra in cui molti edifici che sono normalmente chiusi al pubblico sono stati aperti per il fine settimana, il Gherkin ha avuto lunghe code di persone che volevano visitare il palazzo. Alcuni visitatori hanno aspettato fino a 5 ore per poter salire al 40º piano. Questo è stato il record per il maggior numero di visite durante un Open House Day.

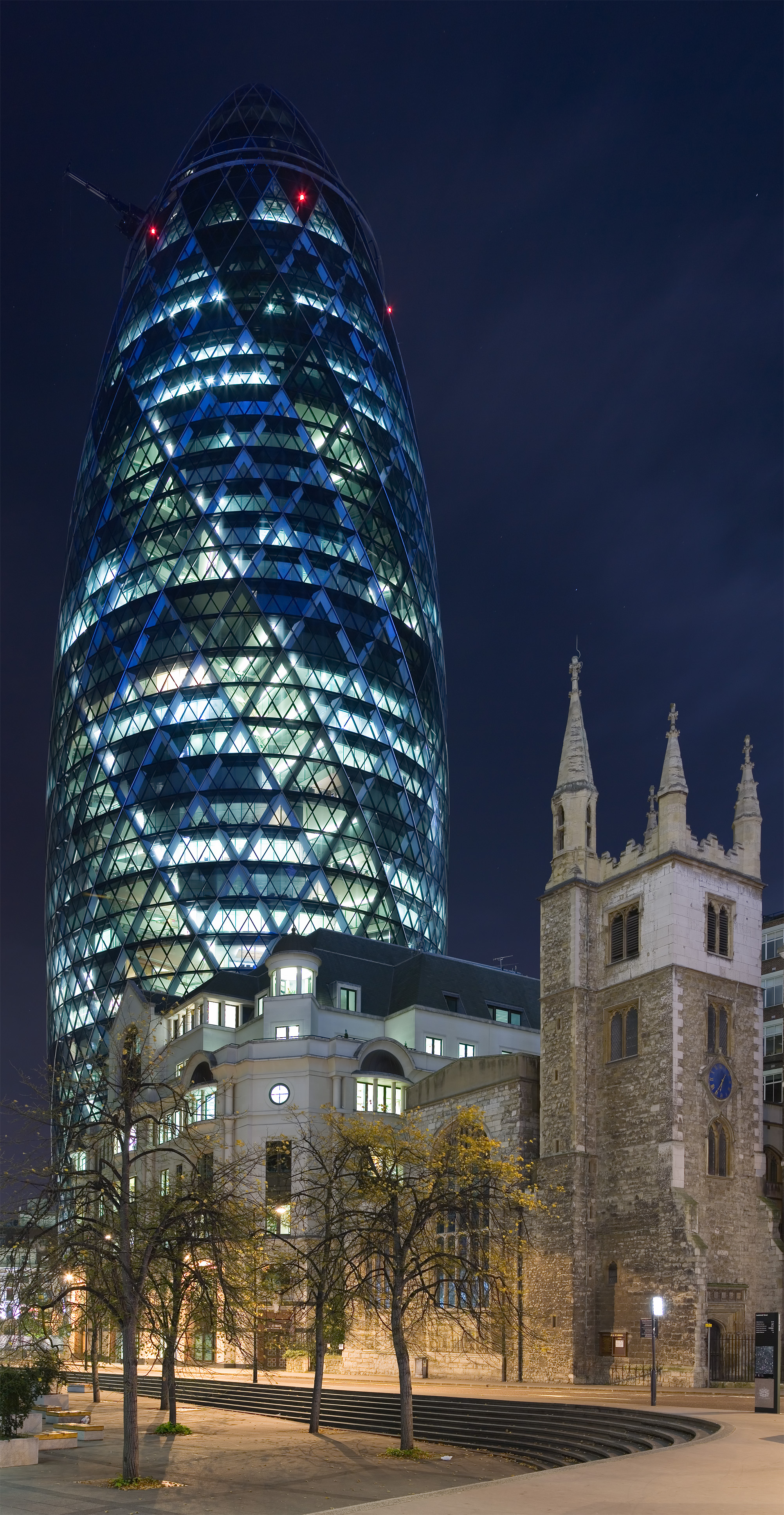
Il 30 St Mary Axe di notte visto da Leadenhall Stret

Il 25 aprile 2005, la stampa ha riportato la notizia che un pannello di cristallo a circa due terzi dell'altezza si è staccato cadendo sulla piazza. La piazza venne chiusa, ma il palazzo rimase aperto. Una passeggiata coperta temporanea fu allestita per proteggere i visitatori e gli ingegneri poterono esaminare gli altri 744 pannelli del palazzo.
Nel dicembre 2005, lo Swiss Re è stato eletto come "edificio più ammirato del mondo", in un sondaggio sulle più grandi società di architettura, pubblicato sul 2006 BD World Architecture 200.

## Nella cultura
- 30 St. Mary Axe è comparso molte volte nella storia delle serie a fumetti Vertigo e The Losers, in cui l'edificio compare come la sede di una megacorporazione legata a un losco agente della CIA.
- In The Christmas Invasion, lo speciale del Natale 2005 della serie di fantascienza Doctor Who, i vetri dell'edificio vengono distrutti dall'arrivo di una navicella aliena.
- Nel film di Woody Allen Match Point (2005) le scene degli interni dell'ufficio sono realizzate nel palazzo. Il protagonista Christopher "Chris" Wilton lavora in un ufficio di 30 St. Mary Axe.[12]
- L'albo numero 268 del fumetto italiano Dylan Dog, Il modulo A38 è ambientato proprio nell'edificio dove ha sede la Swiss Re.
- L'edificio viene inserito nella puntata 618 dell'anime di Detective Conan.
- In una delle scene iniziali del film Harry Potter e il principe mezzosangue, si vede il 30 St. Mary Axe riflesso sui vetri di un palazzo.
- Nel film Basic Instinct 2 lo studio del dr. Glass, protagonista maschile, si trova nel palazzo; vi sono quindi diverse scene di interno, e anche alcuni esterni dell'edificio.
- L'edificio appare più volte nella serie televisiva Sherlock, ambientata appunto a Londra.
- All'inizio di Fast and Furious 7, appare il Gherkhin mentre Dominique Toretto guarda dalla finestra.
- L'edificio appare sia esternamente che internamente nel film di 007 Spectre.

## Inquilini
A partire da gennaio 2015, gli attuali occupanti dell'edificio includono:
- Standard Life
- Regus
- ION Trading
- Kirkland & Ellis
- Hunton & Williams
- Falcon Group
- Swiss Re
- Lab49
- Algotechs
- Webscaparate UK

Inoltre, rivenditori e ristoranti operano dal sito, come The Sterling e Bridge's Newsagent.